# Вила Сан Ђовани (Болоња)
Вила Сан Ђовани (итал. Villa San Giovanni) је насеље у Италији у округу Болоња, региону Емилија-Ромања.
Према процени из 2011. у насељу је живело 42 становника. Насеље се налази на надморској висини од 156 м.